# Maurus Lindemayr

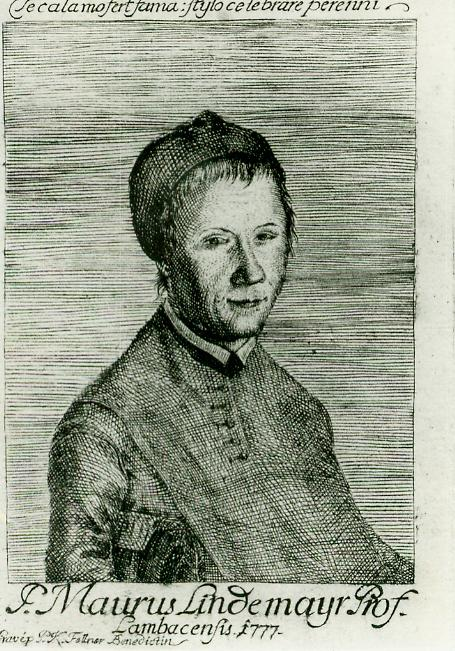
Kupferstich aus dem Jahr 1777

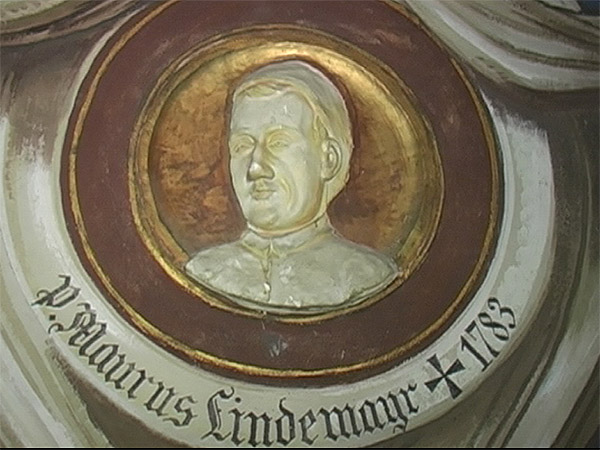
Reliefmedaillon im Barocktheater Lambach

Maurus Lindemayr (* 17. November 1723 in Neukirchen bei Lambach; † 19. Juli 1783 ebenda) war ein österreichischer Schriftsteller. Er verfasste zahlreicher Theaterstücke in oberösterreichischer (mittelbairischer) Sprache im 18. Jahrhundert, die eine bedeutende Quelle für den Dialekt dieser Zeit waren. Lindemayr war ein Pionier in der Verschriftlichung des Bairischen.

## Lebensdaten
Maurus Lindemayr wurde als Sohn des Schulmeisters und Mesners Martin Lindemayr in Neukirchen bei Lambach (Oberösterreich) geboren und auf den Namen Kajetan Benedikt Maximilian Lindemayr getauft. Nachdem er bereits in jungen Jahren als Sängerknabe ins Benediktinerstift Lambach gekommen war, besuchte er das Jesuitengymnasium in Linz und wurde im Jahr 1746 Mönch in Lambach, legte am 21. September 1747 die Profess ab und erhielt den Ordensnamen Maurus, unter dem er auch sein späteres schriftstellerisches Werk publizierte. Er studierte Theologie an der Universität Salzburg, wurde am 20. September 1749 zum Priester geweiht und feierte am 6. Oktober 1749, dem Fest des Klostergründers von Lambach, des Hl. Adalbero, in Neukirchen bei Lambach seine Primiz. In den folgenden Jahren widmete er sich Missionsaufgaben im damals religiös gespaltenen Vikariat Aichkirchen (Gegenreformation). Er zeigte dabei besonderes rhetorisches Talent und wurde deswegen 1754 von Abt Amand Schickmayr zurück ins Kloster als Prior und Novizenmeister berufen. Ab 1759 war er auf eigenen Wunsch Seelsorger seiner Heimatgemeinde Neukirchen bei Lambach und blieb dort bis zu seinem Tod am 19. Juli 1783.

## Schriftsteller
In erster Linie war Lindemayr Geistlicher und hervorragend ausgebildeter Theologe, der auch als Schriftsteller von bleibendem Interesse hervortrat. So schrieb er in „hochdeutscher Sprache“ neben fünf Lustspielen geistliche Lieder und Gelegenheitsgedichte, übersetzte Psalmen und Sequenzen sowie theologische Schriften. Bekannt und für die sprachwissenschaftliche und literarische Forschung interessant wurde er jedoch durch seine zahlreichen Theaterstücke und Gedichte in oberösterreichischer Mundart. Zu seinen bekanntesten Werken zählen etwa „Der kurzweilige Hochzeitsvertrag“, „Der ernsthafte Spaß“, „Der Teufel im Fass“, „Der befreite Landrekrut“, „Die Hochzeit nach Geld“, „Die reisende Ceres“ und „Der Gang zum Richter“.
Seine Lustspiele bestehen aus heiteren Geschichten und lustigen Dialogen und spielen meist im Milieu der ländlichen Dorfbevölkerung. In humorvoller, uriger und manchmal derber Sprache lässt Lindemayr seine Figuren auftreten. Jedoch steckt in den Stücken immer ein aufklärerischer Anspruch der das Publikum auf Missstände, Probleme und Ungerechtigkeiten seiner Zeit aufmerksam machen will. Oft werden Figuren aus dem gehobenen Stand, wie Adelige, Beamte und Geistliche, karikiert und negative Charaktereigenschaften wie Neid, Eitelkeit und Geiz lächerlich gemacht.

## Oberösterreichische Mundart des 18. Jahrhunderts
Seine Theaterstücke sind meist im damaligen oberösterreichischen Dialekt (Bairisch) verfasst, um wichtige Inhalte dem damals noch weitgehend analphabeten Publikum näher zu bringen. Die allgemeine Schulpflicht wurde in Österreich erst 1774 unter Maria Theresia eingeführt. Lindemayr benutzte die Mundart aber nicht nur aus diesem praktischen Zweck heraus, seine Muttersprache und damit die eigentlich von seinem Publikum gesprochene und verstandene Sprache war ihm ein großes Anliegen. Da es damals (wie heute) kein allgemein anerkanntes Verschriftlichungssystem für das Bairische gab, entwickelte er eigene Regeln und eine eigene Orthographie. Die von Martin Luther entwickelte „sächsische“ Schriftsprache war aber auch für Maurus Lindemayr schon zu dieser Zeit die in Deutschland am meisten anerkannte. Seinen Predigtstil und seine Theaterstücke will er aber nach heimisch-österreichischer Art gestalten.
Seine zahlreichen Theaterstücke und Gedichte sind eine unschätzbare Quelle für den oberösterreichischen Dialekt im 18. Jahrhundert und deshalb wichtig in der Sprachwissenschaft und auch besonders interessant für moderne Dialektsprecher, die wissen wollen: Wie stark hat sich der Dialekt in 200 Jahren verändert?

## Schriftsprache Bairisch
Im katholischen Österreich war damals noch keine definitive Entscheidung zum „lutherischen“ Hochdeutsch getroffen. Wie Maurus Lindemayr eindrucksvoll zeigte, war es sehr wohl möglich, das Bairische zu verschriftlichen und auch als Bildungssprache zu verwenden. Erst die Einführung der Schulpflicht 1774 und die damit verbundene Entscheidung in der Schule Hochdeutsch zu unterrichten, versetzte dieser Diskussion ein Ende und dem Bairischen als Schriftsprache damit den Todesstoß. Hauptargumente dafür waren hauptsächlich der Herrschaftsanspruch der Habsburger über ganz Deutschland (Kaiser des Heiligen Römischen Reiches). Die Habsburger konkurrierten damals mit Preußen um die Vormachtstellung in Deutschland (Österreichischer Erbfolgekrieg 1740–48 und Siebenjähriger Krieg 1756–63) und wollten deshalb keinen österreichischen Regionalismus fördern, sondern sich und ihre Kronländer als integralen Teil Deutschlands präsentieren. Bei Hofe in Wien und besonders in der Familie sprach aber sogar Maria Theresia Bairisch. Bei offiziellen Anlässen in der Diplomatie oder der noblen Gesellschaft war auch nicht Hochdeutsch, sondern Französisch die Sprache der Zeit. Dass Habsburg die deutsche Kaiserkrone nur wenige Jahrzehnte später (1806) für immer aufgeben müsste, konnte Maria Theresia damals noch nicht absehen. Für die Zukunft des Bairischen und der Schriftsprache in Österreich war diese Epoche jedoch entscheidend.

## Textbeispiel
Die Bauernnoth - oder der Bauer aus Verzweiflung ein Schatzgräber.
(Ein Bauer beklagt sich über die Steuerlast)
aus Schmieder Pius, 1875
I kann má’s unmigli nöt denká,
Was d’Herren mit ins no anhöbn.
A Baur soll si wáhrla grads henká,
So kám á dient wög vo den Löbn.
Sán d’Rüstgeldá kam zán dáschwingá.
Und gleiwohl höbn’s Noiringa an
Und thain ins án Toifel afdingá
Den d’Herrschaft selbm nenná nöt kann.
I bsinn mi, i z’brich má ‚n Schedl,
I raith oft á halbáti Nacht.
I röd aus dá Sach mit mein Gredl,
Wie vil hoir mein Ausgab schan macht.
Kain Nachbá, kain Amtmann kann’s wissen;
Und schau i in’s Büechel, wie’s geht’s,
Is’s ainwög guet deutsch damit gschmissen,
Weil’s in dá Latein drinná steht.
Mein Huimátel kann i leicht zötn.
I mag má kam ‚s Traidl dábaun;
Is nix, als á sagrischi Frötn:
Bein Fenster thuet d’Neath auaschaun.
Ain Gaiß’l; zwen Frischling, söchs Anten
Und ‚s Peondel is all mein Vámögn.
Mag mi und dö Kiná kám gwándten,
d’Kostirung und ‚s Jahrláhnl göbn.
Schátzt ainár á Geldl von Airen?
Fuchzg sánd grads, als wie, we geht da.
'n Haar bringán's inhá aus Baiern:
'n Lándláhaar káft ins niemd a.
Kain Schwabn han i nöt z´n vákáfá,
Brauchs' Allisamt selbm hinta's Gfott.
Mi'n Scheitern is nix zun dáláfá.
Und 's Heu ist iez á um án Spott.
Sinst hat má do gleiwohl mit'n Spinná,
Mit Leinwáden, Rupfen und Garn
À Geldl dárobern aft kinná;
Iez sein má da á gstigelt warn.
Drei Stempellahn kosten án Groschen;
Und 's Tuech, dös kain Stempel nöt trait,
Is schölmisch und zrissátást d'Goschen,
Má nihmt dá's; du wirst ga nöt gfrait.

## Werke
- Die hochdeutschen Komödien. Band 1: Text; Band 2: Kommentar. Hg. u. mit einem Nachwort v. Christian Neuhuber (= Praesens TextBibliothek (PTB), Band 5; zgl.: Schriften zur Literatur und Sprache in Oberösterreich, Band 9). Praesens, Wien 2006, ISBN 3-7069-0349-0.

### Lustspiele
- Der kurzweilige Hochzeitsvertrag, geschrieben 1770 für Marie-Antoinette anlässlich ihrer Durchreise durch Lambach am Weg zu ihrer Hochzeit in Paris
- Der ernsthafte Spaß
- Die Komödieprob
- Die reisende Ceres
- Der Teufel im Faß
- Der befreite Landrekrut
- Der Gang zum Richter
- Die Hochzeit nach Geld

### Gedichte

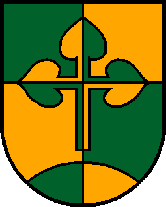
Wappen von Neukirchen von Lambach

- Hirtenlied auf die hl. Nacht
- Die Bauernnoth
- Die betrogene Welt
- Der klagende Bauer
- Die Stempeln
- Die bösen Zeiten
- Die veränderten Zeiten
- Die alte und die neue Zeit
- Vom Haruk
- Lied vom lutherischen Glauben
- Die Kindstaufe
- Die Hexe
- Der kranke Bauer
- Vom Aderlassen
- Der Bauerntraum
- Vom Stadtleben
- Hochzeitsgesang 1761.
- Brautgesang 1765.
- Urlaublied 1770.
- Schlosserlied
- Der Schmiedsepperl z'Lambach
- Der welsche Arzt

## Trivia
Die Lindenblätter an den Kreuzenden im Wappen von Neukirchen bei Lambach erinnern „redend“ an den berühmtesten Sohn des Ortes, Pater Maurus Lindemayr.